# Ann Söderlund
Ann Maria Söderlund, född 17 juli 1972 i Salems församling, Stockholms län, är en svensk journalist, TV-programledare och författare. 
Ann Söderlund är dotter till sportjournalisten  Göran Söderlund och Anna-Karin Fagerberg.
Hon har medverkat i bland annat Silikon i TV3, Saras kök samt Söderlund & Bie i Sveriges Television tillsammans med dåvarande maken Nanok Bie. Sedan 2007 är hon programledare i Kanal 5. Hon är också krönikör i tidningarna Metro och Amelia. Hon var en del av den återkommande "panelen" i Aftonbladet-produktionen Schulman Show tillsammans med musikjournalisten Markus Larsson.

## Filmografi, i urval

### Tv
- 2009 - Kändisdjungeln - Deltagare
- 2016 - Mammor (TV-Serie)
- 2018 – Tror du jag ljuger (TV-serie)